# Брежнєв Юрій Леонідович
Юрій Леонідович Брежнєв (нар. 31 березня 1933, місто Кам'янське Дніпропетровської області — 3 серпня 2013, місто Москва, Росія) — радянський державний діяч, 1-й заступник міністра зовнішньої торгівлі СРСР. Кандидат у члени ЦК КПРС у 1981—1986 роках. Депутат Верховної ради Російської РФСР 10-го скликання. 

## Життєпис
Народився в родині партійного діяча Леоніда Брежнєва. З 1941 року перебував у евакуації в місті Алма-Аті Казахської РСР.
У 1955 році закінчив Дніпродзержинський металургійний інститут.
У 1955—1957 роках — помічник майстра, майстер трубозварювального цеху заводу імені Карла Лібкнехта в місті Дніпропетровську.
Член КПРС з 1957 року.
У 1960 році закінчив Всесоюзну академію зовнішньої торгівлі.
У 1960—1966 роках — старший інженер Всесоюзного об'єднання «Технопромімпорт», начальник відділу торгового представництва СРСР у Швеції. У 1966—1970 роках — заступник торгового представника, торговий представник СРСР у Швеції.
У 1970—1976 роках — голова Всесоюзного об'єднання «Промсировинаімпорт» Міністерства зовнішньої торгівлі СРСР.
У 1976—1979 роках — заступник міністра зовнішньої торгівлі СРСР.
У березні 1979—1983 роках — 1-й заступник міністра зовнішньої торгівлі СРСР.
З 1986 року — персональний пенсіонер союзного значення в місті Москві.
У вересні 2006 року Юрію Брежнєву в московській Центральній клінічній лікарні зробили операцію з видалення менінгіоми правої тім'яної області головного мозку.
Помер 3 серпня 2013 року від пухлини мозку в Центральній клінічній лікарні Москви. Похований поруч із дружиною на Ваганьковському цвинтарі Москви (в колумбарії).

## Нагороди
- орден Леніна (5.08.1982)
- орден Жовтневої Революції (14.03.1979)
- два ордени Трудового Червоного Прапора (22.09.1971,)
- орден Дружби народів (20.02.1975)
- орден «Знак Пошани» (17.12.1966)
- медаль «За доблесну працю. В ознаменування 100-річчя з дня народження Володимира Ілліча Леніна»
- медаль «Ветеран праці»
- медалі